# Alfred Hilsberg

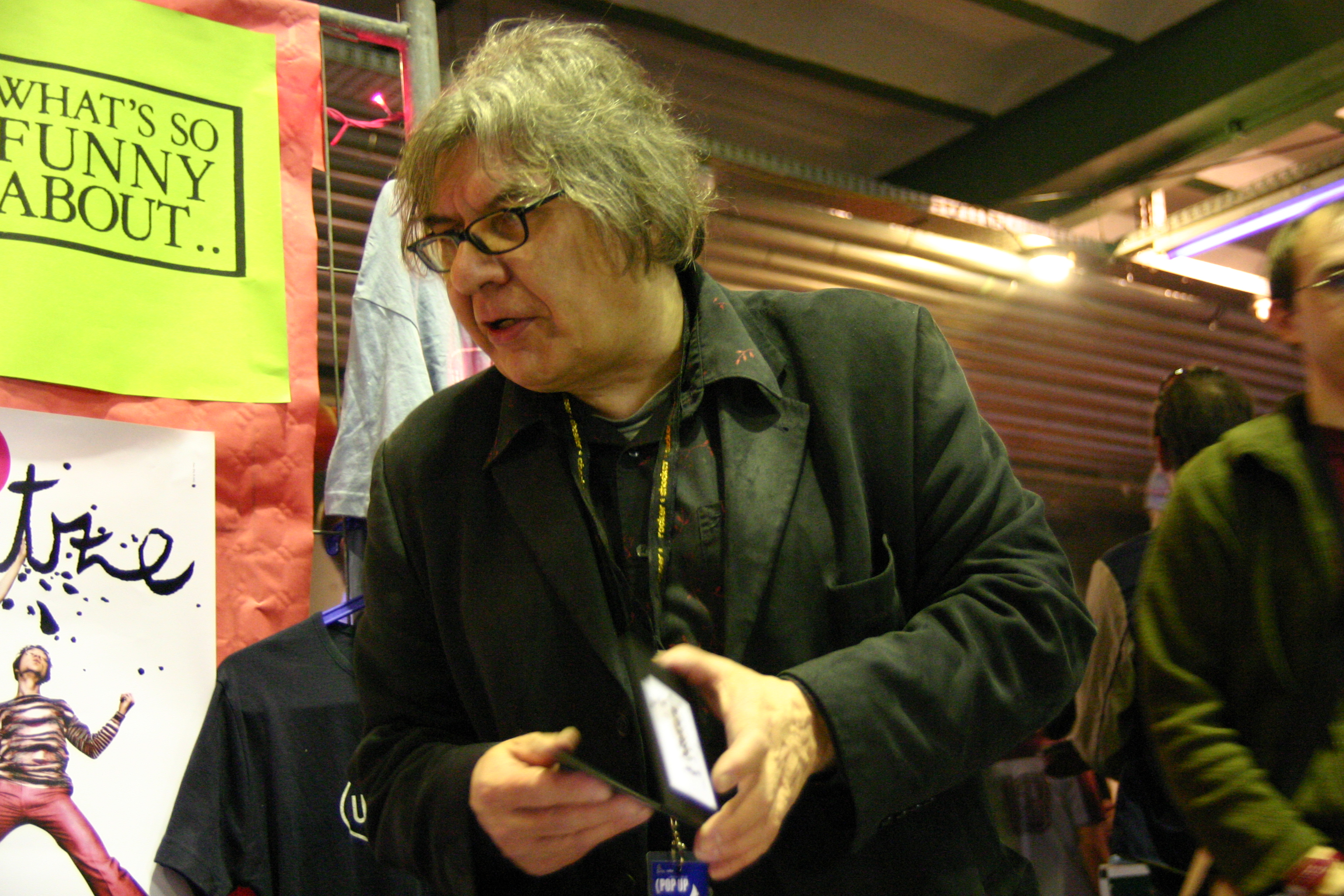
Alfred Hilsberg auf der Musikmesse Pop-Up, 2006

Alfred Hilsberg (* 1947 in Wolfsburg; † 18. August 2025 in Hamburg) war ein deutscher Musikjournalist und Labelbetreiber.

## Leben
Hilsberg war ab 1978 an der Verbreitung des Punk in Westdeutschland beteiligt. In der Musikzeitschrift Sounds (Ausgabe 3/78) stellte er mit dem Artikel Rodenkirchen is burning die Köln-Düsseldorfer Punkszene vor. Ein Jahr später wurde durch einen weiteren Sounds-Artikel der Begriff Neue Deutsche Welle (NDW) geprägt.
Als Chef seines Plattenlabels Zickzack förderte er Bands wie Abwärts, Einstürzende Neubauten, Die Krupps, FSK, Palais Schaumburg, Die Tödliche Doris, The Wirtschaftswunder, Die Zimmermänner und Xmal Deutschland. Musikalisch seiner Ansicht nach weniger interessanten, später aber kommerziell erfolgreichen Bands wie Trio oder Extrabreit erteilte er Absagen. In den ersten fünf Jahren veröffentlichte ZickZack über 100 Vinylplatten und Kassetten.
Trotz des musikalischen Unterschiedes wirkte sich das Ende des NDW-Hypes auch auf Hilsbergs Label aus: Finanziell angeschlagen, blieb ihm – wie auch vielen seiner Bands – zeitweise nicht viel vom frühen Erfolg übrig. Seine Arbeit hatte jedoch starken Einfluss auf das Wirken der Westberliner Geniale-Dilletanten-Szene und der Hamburger Schule. Seit 1992 setzte Alfred Hilsberg seine Arbeit mit dem neugegründeten Label What’s So Funny About fort. Bei What’s So Funny About erschienen die ersten Blumfeld-Alben sowie Platten von Die Erde, 39 Clocks, Die Haut, Cpt. Kirk &., Mutter, Knarf Rellöm und Saalschutz. Hilsberg entdeckte die Monostars. 1997 veröffentlichte er gemeinsam mit Ray van Zeschaus Label Strandard63 nachträglich die 1991er LP der Freunde der italienischen Oper Um Thron und Liebe auf CD. Seit 2000 haben ihm Künstler wie Rummelsnuff, Woog Riots, Jens Friebe ihren Einstieg ins Musikbusiness zu verdanken. Ebenso Parole Trixi, eine der ersten deutschsprachigen Riot Grrrl Bands. Seit 2010 veröffentlichte er Gruppen wie Doctorella, Candelilla und The Schwarzenbach.
In der Langzeitdokumentation Wir werden immer weitergehen (George Lindt, Ingolf Rech) wird Alfred Hilsberg mit seiner Arbeit vorgestellt – anhand aktueller und historischer Filmausschnitte, eines biographischen Textes (Und Schuld ist nur die Hamburger Sparkasse) und begleitenden Interviews zu seinem Schaffen.
In dem 2001 erschienenen Buch Verschwende Deine Jugend von Jürgen Teipel tritt Hilsberg als ambitionierter Motor der deutschen Musikszene zwischen Berlin, Hamburg und Düsseldorf von Ende 1976 bis Juli 1983 auf. Auch in dem 2015 erschienenen Buch Ärger mit der Unsterblichkeit (Sven Regener, Andreas Dorau) findet Hilsberg Erwähnung als relevanter Mitgestalter der damaligen Musikszene. Alfred Hilsberg hat allerdings auch mit seinen kommerziell erfolgreichen Bands aus der Frühzeit nie von sich aus eine Abrechnung über stattgefundene Verkäufe getätigt, so dass sich diese Bands fast ausnahmslos anderen Labels zuwandten. Dass ihm das Image des selbstlosen Idealisten und Pleitiers anhaftet, nebst der Methode, „Lieber zu viel als zu wenig“ zu produzieren, wird zuweilen auch als seine ganz spezielle Geschäftsmethode betrachtet.
Die 2016 erschienene Biografie Das ZickZack-Prinzip. Alfred Hilsberg – Ein Leben für den Underground geht zurück auf Hilsbergs Vorhaben, eine Kulturgeschichte der Bundesrepublik Deutschland „von unten“ zu verfassen; seine Lebensgeschichte war nicht geplant. Wegen längerfristiger Erkrankung wurde sein Autorenvertrag gekündigt; sein bisheriger Koautor Christof Meueler erhielt die Aufgabe, eine Biografie zu verfassen. Laut Hilsbergs Auskunft sind die ersten beiden Drittel des Buches auf seine bis dahin geschriebenen Seiten zurückzuführen; im letzten Drittel entspreche nicht alles der Wahrheit. Außerdem würde nicht geklärt, warum bestimmte Dinge so geschehen sind, wie sie es taten. Dagegen erklärte Meueler im Tagesspiegel, dass die geplante Autobiografie wegen Hilsbergs „Grandezza und Legendarität“ nicht realisierbar gewesen sei.
Alfred Hilsberg starb im Alter von 77 Jahren in Hamburg.

## Sonstiges
Die von Hilsberg geschmähten Extrabreit (s. o.) singen im Text zu Komm nach Hagen (aus dem Album Rückkehr der phantastischen 5!, 1982) „Vergiß Hilsberg und seine Oberschülerhiwis“ und erwähnen darin auch dessen Zickzack-Label.